# Papuagrion spinicaudum
Papuagrion spinicaudum là một loài chuồn chuồn kim trong họ Coenagrionidae.
Papuagrion spinicaudum được Lieftinck miêu tả khoa học năm 1937.